# Голдманов мултифакторски индекс
Голдманов мултифакторски индекс (ГМРИ)  познат и као индекс срчаног ризика у несрчаној хирургији je бодовни системи за предикцију периоперативног ризика, који је потврдило своју употребљивост кроз клиничку праксу.
На основу доказа да су различити услови специфични за пацијента (нпр старија животна доб, болест бубрега) и специфични чиниоци за операцију (нпр  врста операције, сложеност) корисни као предиктори, осмишљено је неколико алата који су дизајнирани  комбиновањем и бодовањем ових фактора за процену срчаног ризика. Голдманов индекс ризика, развио је др Голдман 1977. године, као алат који процењује демографију пацијената, коморбидитете, тренутне знакове срчане инсуфицијенције, електрокардиографске знакове, општа медицинска стања , и тип операције да се додели одговарајућа класа која је у корелацији са специфичним постоперативним ризиком од компликација.

## Историја
Голдман, и сардници, 1977. године развили су први индекс срчаног ризика, који је укључивао девет варијабли повезаних са повећаним ризиком од периоперативних срчаних компликација. Овај индекс је постао познат под насловом Оригинални индекс срчаног ризика (или алтернативно Голдманов индекс). 
Упркос каснијим покушајима да се побољша његова поузданост, ГМРИ је наставио да представља очигледне слабости, и, временом више није препоручиван као средство за процену срчаног ризика.
Уместо ГМРИ 1999. године Ли и сарадници објавили су нови индекс срчаног ризика изведен од 2.893 пацијента и потврђен код 1.422 пацијента старости ≥ 50 година који су били подвргнути великој некардијалној операцији. Тако је настао нови индекс срчаног ризика, који је постао познат као Ревидирани индекс срчаног ризика (РИСР). Ли је у овом индексу идентификовао шест независних варијабли које су предвиделе повећан ризик од срчаних компликација, иако се ризик пацијената за периоперативне срчане компликације  повећавао са бројем присутних варијабли.

## Голдманови фактори ризика за кардиоваскуларне компликације
Голдман са сарадницима био је први који је ретроспективном анализом узорка од 1.001 болесника, који су били старији од 40 година и који су лечени некардиохируршким операцијама, издвојио девет чинилаца који су били удружени са повећаним ризиком за периоперативне кардиолошке компликације и због тога их назвали предикторима лошег исхода. Сваком фактору ризика доделили су одређен број бодова, а болеснике су стратификовали у четири класе ризика, које су засноване на збиру остварених бодова
| Фактори ризика | Бодови |
| --- | ------ |
| Присуство трећег срчаног тона | 11     |
| Повишен југуларни венски притисак | 11     |
| Миокардни инфаркт у претходних шест месеци | 10     |
| Ритам који није синусни, синусни ритам са атријалним екстрасистолама у преоперативном електрокардиограму или више од 5 превремених коморских удара у минути било када пре операцијe | 7      |
| Животна доб преко 70 година | 5      |
| Хитна хируршка интервенција | 4      |
| Интраторакалне и интраабдоминалне операције или хирургија аорте | 3      |
| Хемодинамски значајна аортна стеноза | 3      |
| Лоше опште клиничко или метаболичко стање (серумски калијум једнак или нижи од 3 mMol/L, серумски бикарбонати нижи од 20 mEq/L, креатинин виши од 3 mg/dL, парцијални притисак кисеоника у артеријској крви испод 60 mmHg или угљен – диоксида изнад 50 mmHg, хронична болест јетре, везаност за постељу због несрчаних узрока) | 3      |

## Процена ризика за кардиоваскуларне компликације
Према Голдмановом индексу операције које носе ризик за настанак периоперативних кардиоваскуларних компликација су:
- унутаргрудне операције,
- унутартрбушне операције,
- операције аорте.

При томе требало би имати увиду да већи значај за појаву периоперативних компликација има ургентност операције у односу на тип хирургије. 
| Класе ризика | Збир остварених бодова | Процењен ризик |
| ------------ | ---------------------- | -------------- |
| Класа I      | 0 - 5                  | 1,3%           |
| Kласа II     | 6 - 12                 | 4,7%           |
| Класа III    | 13 - 25                | 15,3%          |
| Класа IV     | 26 и више              | 56,0%          |

## Недостаци
Индекс за срчани ризик - иако користан за процену периоперативног ризика - имао је своја ограничења. Недостатак овог индекса био је везан за процену ризика пацијената који су припадали средњим ризичним групама, класи II и III, јер је клиничка пракса показала да је процењени ризик често био потцењен.
Такође, индекс за срчани ризик је настао из студије која је спроведена у једном медицинском центру и могао је, делом, да буде одраз специфичности установе у којој је настао. 
Такође, чињеница да су подаци на основу којих је установљен индекс за срчани ризик из осме деценије прошлог века, јасно указује да он не одражава осавремењене дијагностичке и терапијске периоперативне приступе у хирургији, анестезиологији, интерној медицини и кардиологији. 
Упркос наведеним недостацима, готово десет година, клиничари су га користили у предикцији непожељних кардиолошких постоперативних догађаја, и он је постао основа за настанак других бодовних система који су, са више или мање успеха, почели да се користе у клиничкој пракси.

## Ревидирани индекс срчаног ризика
Ревидирани индекс срчаног ризика (РИСР) је алат који се користи за процену пацијентовог ризика од периоперативних срчаних компликација. РИСР и слични алати за клиничко предвиђање су изведени тражењем повезаности између преоперативних варијабли (нпр старости пацијента, врсте операције, коморбидних дијагноза или лабораторијских података) и ризика од срчаних компликација у групи хируршких пацијената („извод кохорта"). 
Променљиве које имају независну предиктивну вредност у логистичкој регресионој анализи су уграђене у индекс ризика. У идеалном случају, тачност и валидност индекса ризика се затим тестирају у посебној кохорти („кохорта валидације“).

## Клинички значај
Свака хируршка интервенција носи одређени ризик од компликација. Најразорније компликације могу бити срчане. ГРИ, заједно са његовом ажурираном верзијом РЦРИ, развијен је да помогне у процени периоперативног ризика од хируршке интервенције. Ови алати се данас користе да би се олакшало доношење одлука хирурзима ради оптимизације исхода пацијената. 
РЦРИ би требало да се користи за израчунавање ризика од периоперативног срчаног ризика код било кога од 45 година или старијег (или од 18 до 44 године са значајном кардиоваскуларном болешћу) који се подвргава елективној некордијалној хирургији или хитном/полухитном (не-хитном) не- кардиохирургија. Код пацијената са повишеним ризиком (РЦРИ већи од или једнак 1, старости 65 и више година или старости од 45 до 64 године са значајном кардиоваскуларном болешћу), помаже у усмеравању даље преоперативне стратификације ризика (нпр. са натриуретским пептидом Б-типа, БНП) и одређује одговарајући постоперативни мониторинг срца (ЕКГ, тропонини).
Резултати процене ризика се заиста могу користити у преоперативном саветовању и дискусијама о информисаном пристанку. Штавише, ови алати могу бити корисни у комбинацији са прошлом медицинском историјом, породичном историјом и прошлим хируршким исходима како би се одредио одговарајући облик акције за лечење пацијената. Ако је периоперативни ризик за велики нежељени срчани догађаја мањи од 1%, пацијенти се генерално могу подвргни интервенцији без даљег прегледа срца.